# Foudres et Flèches
Foudres et Flèches, sous-titré Ballet Mythologique, est un argument de ballet écrit par Louis-Ferdinand Céline.
Il est édité en 1948 aux Actes des Apôtres, appartenant à la maison d'édition Charles de Jonquières. 
Ce texte appartient aussi au corpus de ballets présents dans Ballets sans musique, sans personne, sans rien, publié en 1959 aux Éditions Gallimard.